# Mistrovství světa v ledním hokeji žen 2021
Mistrovství světa v ledním hokeji žen 2021 proběhlo podruhé v historii s deseti zúčastněnými družstvy v elitní skupině, která se odehrála v kanadském městě Calgary. Šampiónkami se staly po jedenácté v řadě hráčky Kanady, stříbrné medaile získaly Spojené státy americké a třetí místo obsadilo Finsko. Kvůli pozastavení divizí poslední Maďarky a Dánky nesestoupily.

## Skupiny A a B
|  | Týmy postupující do čtvrtfinále |

| Poř. | Tým       | Z | V | VP | PP | P | GV | GI | +/- | B  |
| ---- | --------- | - | - | -- | -- | - | -- | -- | --- | -- |
| 1.   | Kanada    | 4 | 4 | 0  | 0  | 0 | 20 | 5  | +15 | 12 |
| 2.   | USA       | 4 | 3 | 0  | 0  | 1 | 13 | 5  | +8  | 9  |
| 3.   | Finsko    | 4 | 2 | 0  | 0  | 2 | 13 | 8  | -5  | 6  |
| 4.   | Rusko     | 4 | 1 | 0  | 0  | 3 | 4  | 16 | -12 | 3  |
| 5.   | Švýcarsko | 4 | 0 | 0  | 0  | 4 | 1  | 17 | -16 | 0  |

|  | Týmy postupující do čtvrtfinále |

| Poř. | Tým      | Z | V | VP | PP | P | GV | GI | +/- | B  |
| ---- | -------- | - | - | -- | -- | - | -- | -- | --- | -- |
| 1.   | Česko    | 4 | 4 | 0  | 0  | 0 | 16 | 3  | +13 | 12 |
| 2.   | Japonsko | 4 | 3 | 0  | 0  | 1 | 7  | 6  | +1  | 9  |
| 3.   | Německo  | 4 | 2 | 0  | 0  | 2 | 7  | 5  | +2  | 6  |
| 4.   | Maďarsko | 4 | 1 | 0  | 0  | 3 | 8  | 12 | -4  | 3  |
| 5.   | Dánsko   | 4 | 0 | 0  | 0  | 4 | 3  | 15 | -12 | 0  |